# Чемпионат мира по фигурному катанию среди юниоров 2021
Чемпионат мира по фигурному катанию среди юниоров 2021 года — соревнование по фигурному катанию среди юных спортсменов мира в сезоне 2020—2021 годов, организованное Международным союзом конькобежцев (ИСУ).
Соревнования должны были проходить в мужском, женском одиночном катании, парном фигурном катании и в спортивных танцах на льду.
Турнир был отменён из-за пандемии COVID-19.

## Место проведения
Чемпионат должен был пройти с 1 по 7 марта 2021 года в КНР в городе Харбин. В октябре 2018 года ИСУ предоставила это право китайцам, другим кандидатом была столица Китайской Республики Тайбэй.

## Состав участников
К соревнованиям допускаются фигуристы из стран, входящих в ISU. Юниорами, по правилам ИСУ, считались юноши и девушки, достигшие возраста 13 лет на 1 июля 2020 года, но не достигшие возраста 19 лет (кроме юношей, выступающих в парах и танцах на льду, их возрастной предел — 21 год).
По итогам чемпионата 2020 года каждая страна вправе выставить в каждой дисциплине от 1 до 3 участников (пар). Национальные федерации (ассоциации) выбирают участников на основании собственных критериев, но заявленные участники должны достичь минимальной технической оценки элементов на международных соревнованиях, проводимых до чемпионата мира.

### Минимальная оценка за элементы
Национальные федерации (ассоциации) выбирают участников на основании собственных критериев, но заявленные участники должны достичь минимальной технической оценки элементов на международных соревнованиях, проводимых до чемпионата мира.
| Минимальный технический результат (TES) | Минимальный технический результат (TES) | Минимальный технический результат (TES) |
| Вид                                     | Короткая программа                      | Произвольная программа                  |
| --------------------------------------- | --------------------------------------- | --------------------------------------- |
| Юноши                                   | 23                                      | 42                                      |
| Девушки                                 | 23                                      | 38                                      |
| Пары                                    | 23                                      | 34                                      |
| Танцы на льду                           | 23                                      | 37                                      |